# 君特·安德斯
君特·安德斯，也译为根脱·安德斯（1902年7月12日—1992年12月17日），原名君特·西格蒙·史登（Günther Siegmund Stern），猶太裔德國人哲學家、記者、評論家及詩人。

## 生平簡介
1902年，安德斯出生於一個學者家庭；他的父親是猶太裔心理學家威廉·斯特恩（他是IQ一詞的創造者之一），母親克拉拉·斯特恩（德語：Clara Stern）也是位心理學家，華特·班雅明則是他的表親。
就讀於弗萊堡大學時，他師從恩斯特·卡西勒、埃德蒙德·胡塞爾、馬丁·海德格等哲學學者；後來，在胡塞爾的指導下，他在1923年獲得哲學博士學位。畢業後，他開始替歐洲一些報刊等大眾傳媒撰寫文化、藝術、思想評論文章。
同時，他又追隨海德格前往馬爾堡大學哲學系。1925年，他在海德格的課堂上認識了漢娜·鄂蘭；後來，在1929年，他們又在柏林的一場舞會上相遇。不久，鄂蘭與安德斯開始密切往來，並在同一年結婚。
在柏林及海德堡生活過後，他們在1931年遷居法蘭克福，與聚集在法蘭克福大學的許多猶太裔知識份子一同進行學術活動及撰寫教授資格論文。當時，他們曾師從保羅·田立克、卡爾·曼海姆、狄奧多·阿多諾；但是，在阿多諾等反對下，安德斯的教授資格論文沒有被接受。
此後，他們又遷居柏林；鄂蘭寫教授資格論文，安德斯為媒體撰寫專欄文章。因爲經濟困窘，他們必須不斷更換住所。幸好，在海德格與卡爾·雅斯佩斯協助下，鄂蘭獲德國政府頒發獎學金，讓他們得以渡過難關。
在納粹掌權後，眼見好友貝托爾特·布萊希特等遭政治迫害，安德斯擔心受牽連而逃離柏林；但鄂蘭為了照顧母親而沒隨行。在國會縱火案發生不久後，鄂蘭也帶著母親前往巴黎與安德斯同住。當時，除了出版了一本乏人問津的小說，安德斯幾乎沒有其他經濟來源，而只能依靠鄂蘭在錫安復國運動組織的工作勉強支持。
1936年，眼見難以繼續在巴黎生活下去，安德斯前往美國投靠早已流亡當地的父親，在好萊塢打零工維生。同時，鄂蘭也認識了稍後成為她第二任丈夫的海因里希·布呂赫。1937年，在鄂蘭堅持下，他們的婚姻關係宣告終結。
1941年，在安德斯的資助下，鄂蘭與母親逃亡美國。當時，美國政府曾懷疑安德斯是左派份子。安德斯曾嘗試以寫作維生，但卻遍尋不得出版機會；因而，他只好四處打工，擔任營業員、清潔工、洗碗工及工廠作業員。後來，安德斯遷居紐約，並向設在當地的戰時情報局求職；但是，他在數月後辭職。後來，他又在剛成立的新學院獲聘為講師，但一樣沒有持續太久。
戰後，他與出身維也納的Elisabeth Freundlich結婚（該段婚姻結束於1955年），並在1950年遷居維也納。當時，恩斯特·布洛赫曾邀請他前往哈雷-維滕貝格大學哲學系任教，但遭他拒絕；因他希望以自由研究者與作家的身分維持生活，且早已發現自己不適合「學院哲學的典型表達方式」。1950年代，他除了為報刊撰寫各種文章，也出版了幾本代表其思想發展的學術著作，並參與於和平反戰及反核武運動，成為奧地利的公共知识分子之一。1959年，柏林自由大學邀請他任教，但一樣遭他拒絕。
在奧地利，他一直無法完全融入當地猶太人社群。1992年，維也納大學決議頒發榮譽博士學位給他，但遭他拒絕。不久，他逝世並被安葬於當地。

## 信仰
他從未接受猶太信仰，且與左派知識份子一直保持密切往來，終其一生是個無神論者。

## 紀念
在奧地利設有國際安德斯協會，定期舉辦活動探討其著作；在德國也有不少研究論文致力於探討其思想。